# Queréndaro
Queréndaro è una municipalità dello stato di Michoacán, nel Messico centrale, il cui capoluogo è la località omonima.
La municipalità conta 13.550 abitanti (2010) e ha un'estensione di 233,83 km².
Il nome della località in lingua chichimeca significa luogo delle rocce.